# Deformació
La deformació  és el canvi en la mida o forma d'un cos a causa d'esforços interns produïts per una o més forces aplicades sobre el mateix o l'ocurrència de dilatació tèrmica.

## Mesures de la deformació
La magnitud més simple per mesurar la deformació és el que en enginyeria es diu  deformació axial  o  deformació unitària  es defineix com el canvi de longitud per unitat de longitud:

{\displaystyle \varepsilon \ ={\frac {\Delta s}{s}}={\frac {s'-s}{s}}}

On {\displaystyle s} és la longitud inicial de la zona en estudi i {\displaystyle s'} la longitud final o deformada. És útil per expressar els canvis de longitud d'un cable o un prisma mecànic.
A la Mecànica de sòlids deformables la deformació pot tenir lloc segons diverses maneres i en diverses direccions, i pot a més provocar distorsions en la forma del cos, en aquestes condicions la deformació d'un cos es pot caracteritzar per un tensor (més exactament un camp tensorial) de la forma:

{\displaystyle [D]={\begin{pmatrix}\varepsilon _{11}&\varepsilon _{12}&\varepsilon _{13}\\\varepsilon _{21}&\varepsilon _{22}&\varepsilon _{23}\\\varepsilon _{31}&\varepsilon _{32}&\varepsilon _{33}\end{pmatrix}}}

On cada una de les components de la matriu anterior, anomenada tensor deformació representa una funció definida sobre les coordenades del cos que s'obté com a combinació de derivades del camp de desplaçaments dels punts del cos.

## Deformacions elàstica i plàstica
Tant per a la  deformació unitària  com per al tensor deformació es pot descompondre el valor de la deformació en:
- Deformació plàstica  o  irreversible . Mode de deformació en què el material no torna a la seva forma original després de retirar la càrrega aplicada. Això passa perquè, en la deformació plàstica, el material experimenta canvis termodinàmics irreversibles en adquirir major energia potencial elàstica. La deformació plàstica és el contrari a la deformació reversible.
- Deformació elàstica  o  reversible  el cos recupera la seva forma original en retirar la força que li provoca la deformació. En aquest tipus de deformació, el sòlid, en variar el seu estat tensional i augmentar la seva energia interna en forma d' energia potencial elàstica , només passa per canvis termodinàmics reversibles.

Comunament s'entén per materials elàstics, aquells que pateixen grans elongacions quan se'ls aplica una força, com la goma elàstica que pot estirar-se sense dificultat recuperant la seva longitud original un cop desapareix la càrrega. Aquest comportament, però, no és exclusiu d'aquests materials, de manera que els metall és i aliatges d'aplicació tècnica, pedres, formigons i fustes emprats en construcció i, en general, qualsevol material, presenta aquest comportament fins a un cert valor de la força aplicada, si bé en els casos apuntats les deformacions són petites, en retirar la càrrega desapareixen.
Al valor màxim de la força aplicada sobre un objecte perquè la seva deformació sigui elàstica s'anomena límit elàstic i és de gran importància en el disseny mecànic, ja que en la majoria d'aplicacions és aquest i no el de la ruptura, el qual s'adopta com a variable de disseny (particularment en mecanismes). Un cop superat el límit elàstic apareixen deformacions plàstiques (romanents després de retirar la càrrega) comprometent la funcionalitat de certs elements mecànics.

## Desplaçaments
Un medi continu es deforma, la posició de les seves partícules materials canvia d'ubicació en l'espai. Aquest canvi de posició es representa per l'anomenat  vector desplaçament ,  o  = ( o  x  ,  o  i  ,  o  z  ). No s'ha de confondre desplaçament amb deformació, perquè són conceptes diferents encara que guarden una relació matemàtica entre ells: 

Per exemple en una volada o mènsula encastada en un extrem i lliure en l'altre, les deformacions són màximes a l'extrem encastat i zero en l'extrem lliure, mentre que els desplaçaments són zero a l'extrem encastat i màxims en l'extrem lliure.

## Energia de deformació
La deformació és un procés termodinàmic en el qual l'energia interna del cos acumula energia potencial elàstica. A partir d'uns certs valors de la deformació es poden produir transformacions del material i part de l'energia es dissipa en forma de plastificat, enduriment, fractura o fatiga del material.